# Arkadiusz Tofil
Arkadiusz Jan Tofil (ur. 8 stycznia 1975 w Kraśniku) – polski inżynier, specjalista w zakresie budowy i eksploatacji maszyn, doktor habilitowany nauk technicznych, profesor uczelni w Państwowej Akademii Nauk Stosowanych w Chełmie i Politechnice Lubelskiej, rektor PANS w Chełmie w kadencjach 2016–2020 i 2020–2024.

## Życiorys
W 2000 ukończył studia z zakresu mechaniki i budowy maszyn na Wydziale Mechanicznym Politechniki Lubelskiej. Doktoryzował się tamże w 2008 w oparciu o pracę zatytułowaną Badania procesu mechanicznego dzielenia bezwiórowego metalowych prętów okrągłych, której promotorem był prof. Zbigniew Pater. Stopień naukowy doktora habilitowanego uzyskał w 2017 na Politechnice Lubelskiej na podstawie rozprawy Procesy kształtowania półwyrobów w uniwersalnej walcarce kuźniczej.
W 2002 rozpoczął pracę w Państwowej Wyższej Szkole Zawodowej w Chełmie (od 2022 Państwowa Akademia Nauk Stosowanych), gdzie zajmował stanowiska: asystenta, wykładowcy, docenta i profesora uczelni. W latach 2008–2016 był prorektorem ds. rozwoju i współpracy z zagranicą PWSZ w Chełmie, w kadencjach 2016–2020 i 2020–2024 objął funkcję rektora tej uczelni. Ponadto od 2008 zatrudniony w Politechnice Lubelskiej, początkowo na stanowisku adiunkta, a od 2018 profesora uczelni.
Specjalizuje się w budowie i eksploatacji maszyn. Jego prace badawcze dotyczą obróbki plastycznej metali, głównie technologii walcowania poprzeczno-klinowego (WPK) oraz procesów kucia, jak również obróbki skrawaniem. Opublikował ponad 70 prac. Członek Chełmskiego Towarzystwa Naukowego.
W 2010 z listy KWW Agaty Fisz „Postaw na Chełm” uzyskał mandat radnego Rady Miasta Chełma (otrzymał 454 głosy). W 2014 nie ubiegał się o reelekcję.
Odznaczony Brązowym (2011) i Srebrnym (2021) Krzyżem Zasługi.